# Călărași
Călărași ([kələˈraʃʲ]; Ausspracheⓘ) ist eine Stadt in Rumänien, die Hauptstadt des Kreises Călărași und Sitz der Planungsregion Südrumänien-Mutenia.

## Lage
Călărași liegt in der Großen Walachei an der Donau und der Mündung des Drum național 3B in den Drum național 3. Hier an der Grenze zwischen Bulgarien und Rumänien erreicht man mit der Fähre die kleine bulgarische Hafenstadt Silistra.

## Bevölkerung
Die Stadt hatte 2007 etwa 74.000 Einwohner. Die Bevölkerung schrumpft durchschnittlich um 1,1 % jährlich. 23,7 % der Menschen sind erwerbslos. 18,4 % der Bevölkerung sind unter 15 Jahren, 2,5 % sind über 75 Jahre alt. 2011 wurden 65.181 Einwohner in Călărași registriert. 54.047 bekannten sich als Rumänen, 2051 als Roma, 412 als Türken, 29 als Magyaren, je zehn als Lipowaner und als Armenier, je neun bekannten sich als Deutsche und als Italiener, die restlichen wurden ohne Ethnie registriert.

## Wirtschaft
Die Stadt ist ein Produktionsstandort unter anderem einer unvollendet gebliebenen Eisenhütte, die zur Schweizer Donalam Siderprodukte AG, einer   Unternehmensgruppe der Sipro Stahl Holding AG angehört und 2013 204 Beschäftigte hatte, einem Glaswerk und für die Turbon AG, ein Hersteller von Tonerkartuschen.
Das 1979 auf etwa 650 Hektar errichtete Elektrostahlwerk beschäftigte einst etwa 6000 Menschen, 2011 waren es noch etwa 500. Noch vor der Wende in Rumänien wurden im Werk jährlich etwa 200.000 Tonnen Stahl produziert. Ein errichteter Hochofen mit einem Arbeitsvolumen von 3500 m³ wurde jedoch nie in Betrieb genommen, sondern wieder abgebrochen. Nach der Wende wurde das zu 90 % errichtete Werk, wofür zum damaligen Zeitpunkt etwa 1,8 Milliarden Dollar ausgegeben wurden, privatisiert und ist heute zum größten Teil eine Ruine.

## Stadtbild
Călărași ist eine typische südrumänische Industriestadt mit stark „systematisiertem“ – das heißt unter Ceaușescu teilweise abgerissenem und komplett neu gebautem – Stadtzentrum. Die Stadt ist eine Mischung aus riesigen, oft brachliegenden Industriearealen (Stahlkombinat SIDERCA), dörflichen Randzonen und großen Plattenbauvierteln. Sehenswert im Stadtzentrum sind nur wenige Gebäude: die Präfektur und das Rathaus, einige alte Kirchen sowie ein moderner sozialistischer, aber architektonisch interessanter Kulturpalast. Ein Pluspunkt ist die landschaftlich reizvolle Lage der Stadt am von dichten Auwäldern gesäumten Brațul Borcea, einem Nebenarm der Donau mit schönen Badestränden, Zoo und Botanischem Garten.

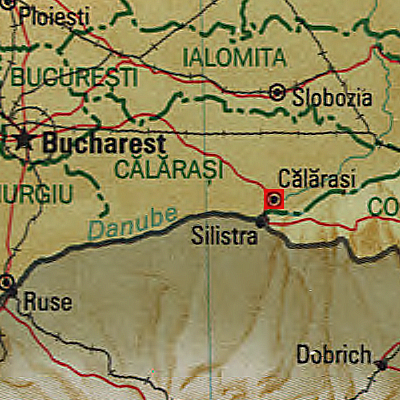
Stadt Călărași (rotes Viereck) im Kreis Călărași

## Städtepartnerschaften
Die Stadt Călărași unterhält folgende Städtepartnerschaften:
- Bielsk Podlaski, Polen
- Călărași, Republik Moldau
- Dve Mogili, Bulgarien
- Hengyang, Volksrepublik China
- Neapel, Italien
- Rasgrad, Bulgarien
- Royal Palm Beach, USA
- Silistra, Bulgarien
- Swetlahorsk, Belarus
- Zaječar, Serbien

## Persönlichkeiten
- Daniel Minea (* 1961), ehemaliger Fußballspieler
- Mirela Stancu (* 1974), Juristin